# Enrico Degano
Enrico Degano (Gorizia, 11 maart 1976) is een Italiaans voormalig wielrenner.

## Belangrijkste overwinningen
1999
- 2e etappe Ronde van Langkawi
- 7e etappe Ronde van Langkawi
- 3e etappe Ronde van Slovenië

2001
- 2e etappe Ronde van Langkawi
- 5e etappe Ronde van Langkawi

2002
- 3e etappe Ronde van Langkawi

2003
- 9e etappe Vredeskoers

2004
- 3e etappe Brixia Tour
- 5e etappe Ronde van Groot-Brittannië

2005
- 1e etappe Ster Elektrotoer
- 5e etappe Ster Elektrotoer

2006
- 2e etappe GP Costa Azul
- 4e etappe GP Costa Azul

## Resultaten in voornaamste wedstrijden
| Jaar | Ronde van Italië | Ronde van Frankrijk | Ronde van Spanje |
| ---- | ---------------- | ------------------- | ---------------- |
| 2000 | opgave           |                     |                  |
| 2001 | opgave           |                     | opgave           |
| 2002 | 138e             |                     |                  |
| 2007 |                  | opgave              |                  |

| Jaar | Milaan-San Remo |
| ---- | --------------- |
| 2000 |                 |
| 2001 |                 |
| 2002 | 149e            |
| 2007 |                 |